# Região Geográfica Imediata de Chapadinha
A Região Geográfica Imediata de Chapadinha é uma das 22 regiões imediatas do estado brasileiro do Maranhão, uma das 8 regiões imediatas que compõem a Região Geográfica Intermediária de São Luís e uma das 509 regiões imediatas no Brasil, criadas pelo IBGE em 2017. É composta de 10 municípios, na região do Munim e do Baixo Parnaíba.

## Municípios
| Região geográfica imediata | Código | Municípios                 |
| -------------------------- | ------ | -------------------------- |
| Chapadinha                 | 210003 | Anapurus                   |
| Chapadinha                 | 210003 | Belágua                    |
| Chapadinha                 | 210003 | Brejo                      |
| Chapadinha                 | 210003 | Buriti                     |
| Chapadinha                 | 210003 | Chapadinha                 |
| Chapadinha                 | 210003 | Mata Roma                  |
| Chapadinha                 | 210003 | Milagres do Maranhão       |
| Chapadinha                 | 210003 | Santa Quitéria do Maranhão |
| Chapadinha                 | 210003 | São Benedito do Rio Preto  |
| Chapadinha                 | 210003 | Urbano Santos              |